# Roggia Pallavicina
La roggia Pallavicina (dialetto cremasco: róda Palvizina, dialetto soresinese: ruza Palavezina) è l'asta principale di un complesso irriguo artificiale della provincia di Cremona.

## Storia

### Roggia Pallavicina
L'evoluzione storica di questo corso d'acqua è assai complessa e ha subito varie modifiche nel corso dei secoli. La sua origine lungo il Naviglio Civico è antica, probabilmente risalente ad un scavo del XIII secolo ad opera del marchese Uberto Pallavicino. Nel XV secolo la sua portata venne aumentata con l'apertura di una seconda bocca denominata bocca Renata dal suo propugnatore, Renato Triulzi.
Nel 1473 alla roggia Pallavicina fu immessa la roggia Archetta (róda Archèta) presso il Santuario della Beata Vergine del Marzale.

### Roggia Archetta
Nel 1463 alcuni proprietari terrieri delle zone di Ripalta Arpina e Montodine ottennero di aprire sulla sponda del Serio la roggia Marazza (dal cognome Marazzi). Lo scavo fu solo parziale in quanto nella seconda parte del percorso venne sfruttata la già esistente roggia Babbiona che sboccava nella roggia Pallavicina presso il santuario del Marzale. Un'ulteriore derivazione dalla roggia Pallavicina poteva, infine, raggiungere i terreni delle località sopracitate. Questo complesso sistema di dispensa portò a liti e i diritti furono venduti a Renato Triulzi, figlio e omonimo del Renato Triulzi ideatore della bocca Renata. Tali diritti passarono quindi alle figlie Lucia e Margherita, maritata quest'ultima con il marchese Giovanni Battista Archetti, da cui il nome attuale.
Nel 1891 fu concesso di aprire una bocca nel canale Vacchelli, mentre dal 1960, dopo che una disastrosa piena del Serio distrusse la traversa d'invaso, la roggia deriva acqua dal fiume attraverso la roggia Borromea presso la "Palata" di San Bernardino.

## Percorso
La roggia Pallavicina deriva dal Naviglio Civico nel territorio di Fontanella (Bergamo) presso la cascina Ronchi Bruciati e prosegue verso meridione attraversando l'abitato di Casaletto di Sopra. Qui muta direzione verso sud-ovest fino a Offanengo e proseguendo verso sud fino a Izano, dove lambisce il santuario della Beata Vergine della Pallavicina cui ha dato il nome.
La roggia attraversa Madignano e prosegue fino in prossimità del santuario del Marzale attraversando la vallecola del Serio Morto in un letto pensile; presso il santuario si riunisce con la roggia Archetta.
La roggia Archetta, derivata dal canale Vacchelli, ha un percorso talora parallelo alla roggia Borromea fino alla sua unione con la Pallavicina.
Le due rogge riunite proseguono fino a Ripalta Arpina nella stretta lingua di terra tra l'antico corso del Serio (oggi percorso dal Serio Morto) e quello attuale. Quindi assume un andamento nord-ovest sud-est attraversando le campagne di Ripalta Arpina e San Latino, fino a giungere nell'agro a nord di San Bassano dove devia nel Serio Morto.
Nel complesso l'asta principale della Pallavicina è lunga 30 km, con una portata media (Pallavicina-Archetta) di 2,91 m3/s.

## Galleria d'immagini

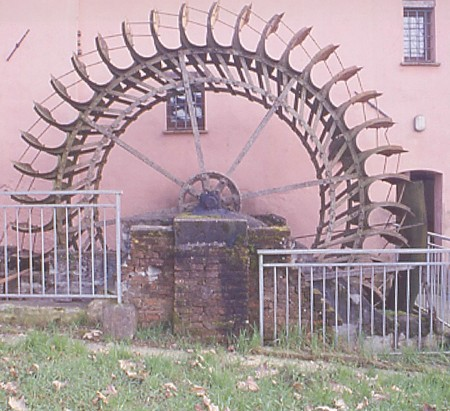
Il Mulino di Sopra a Madignano (oggi museo), sorge lungo la roggia Pallavicina
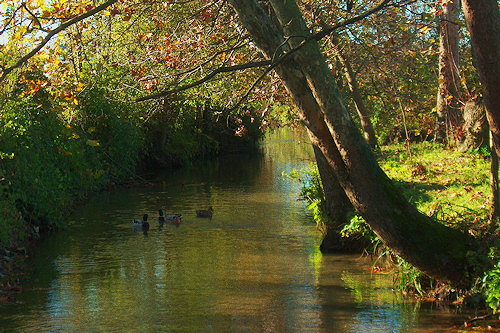
La roggia Pallavicina presso il Mulino di Sopra a Madignano
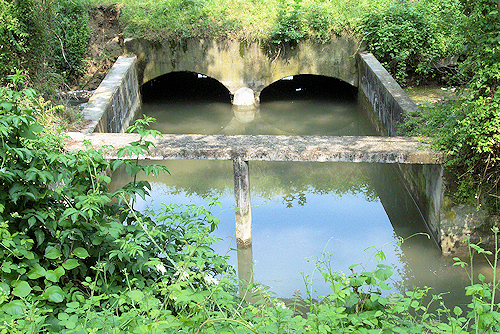
La congiunzione della roggia Pallavicina con la roggia Archetta